# Honda Accord
La Honda Accord è un'automobile di segmento D prodotta dalla casa automobilistica giapponese Honda dal 1976.

## Contesto
La Honda Accord è venduta nella maggior parte dei mercati automobilistici del mondo e ha ottenuto un notevole successo commerciale, specialmente negli USA, in cui è stata l'automobile giapponese più venduta per 15 anni di seguito, dal 1982 al 1997. La Accord è stata la prima auto giapponese ad essere prodotta negli Stati Uniti nel 1982, quando la produzione è iniziata a Marysville (Ohio) nel Marysville Auto Plant. Oggi è prodotta anche a Canton, in Cina dalla joint-venture Guangzhou Honda dal 1999. Nel corso degli anni, la Honda ha prodotto molte versioni e tipi di carrozzeria dell'Accord, e spesso veicoli venduti simultaneamente in diversi mercati con lo stesso nome differiscono sostanzialmente.
Le prime versioni della Accord rientravano nella categoria delle autovetture compatte a due volumi, poi con le successive serie si è evoluta ed ora rientra nella categoria delle autovetture medie. Con l'avvento nel 2008 dell'ottava generazione, Honda ha scelto di aumentare le dimensioni del modello, così da farlo rientrare nella categoria delle vetture grandi, secondo la classificazione della U.S. EPA.
A causa del continuo calo di vendite la Honda ha deciso di interrompere l'importazione della Accord in Europa a partire dai primi mesi del 2015

## Sviluppo e contesto
La Accord era originariamente concepita per essere motorizzata con un V6, con un passo lungo e con parti sportive. Honda scelse il nome per via del desiderio di "accordo ed armonia tra le persone, la società, e l'automobile". Il progetto iniziale fu cambiato, in favore di un basso consumo di carburante, e di basse emissioni inquinanti, a causa della crisi petrolifera degli anni settanta.
Negli USA e in Giappone è stata prodotta una versione che usa la tecnologia CVCC, che permetteva di rispettare le norme sulle emissioni inquinanti degli anni settanta e dei primi anni ottanta senza un convertitore catalitico. Come la più piccola Honda Civic, ha la trazione motrice sulle ruote anteriori e il motore montato trasversalmente.

## 1ª generazione (1976–1981)
La prima generazione della Accord è stata lanciata il 7 maggio 1976 come berlina a tre porte derivata dalla Honda Civic. La prima generazione ha avuto successo grazie alle sue dimensioni moderate e per il risparmio di carburante. 
È stata una delle prime berline giapponesi con sedili in tessuto, un contagiri, tergicristalli intermittenti, e una radio AM/FM di serie. Nel 1978 è stata aggiunta una versione LX della berlina che era venduta con l'aria condizionata, un orologio digitale e il servosterzo. 
Il 14 ottobre 1977, viene aggiunta la berlina con quattro porte con un motore di 72 CV e 1.599 cc grazie al motore EL1 (in alcuni mercati sostituito dal EK-1 da 1.751 cc. Nel 1980 le due marce di trasmissione semi-automatica opzionali degli anni precedenti, furono sostituite da un cambio a tre marce. Leggermente ridisegnato il paraurti, con le nuove griglie, i gruppi ottici posteriori e gli specchi a distanza (in plastica nera) nei modelli LX 4 porte. 
I badge CVCC sono stati cancellati, ma il sistema di induzione CVCC rimane. Nel 1981 viene aggiunto alla gamma un modello SE con sedili in pelle e alzacristalli elettrici. Il quadro strumenti è stato rivisto con nuovi pittogrammi che hanno sostituito le luci di avvertimento. Il colore Livorno Beige sostituisce l'Oslo Beige. Viene anche tolto il marrone scuro e il bronzo metallizzato. Il cambio viene ridisegnato per avere una molla più forte per prevenire azionamenti accidentali di retromarcia, sostituendo il pomello a molla dei modelli 1976-1980.
L'Accord ha come concorrenti giapponesi la Toyota Corona, Datsun 510, Mazda 626 e Mitsubishi Galant, che facevano anche parte del mercato giapponese di medie dimensioni.

## 2ª generazione (1981–1985)
Ha debuttato il 22 settembre 1981 in Giappone, Europa e Nord America, prodotta in Giappone, divenne anche la prima ad essere costruita negli Stati Uniti, nello stabilimento Honda di Marysville, Ohio. Fin dal suo primo anno nel mercato americano, è diventata anche l'auto giapponese più venduta negli Stati Uniti, mantenendo la posizione per circa 15 anni.
In Giappone, un modello gemello chiamato Honda Vigor è stato lanciato contemporaneamente alla nuova Accord. Ciò ha permesso alla Honda di vendere il prodotto su diversi mercati di vendita chiamati Honda Clio, che ha venduto la Accord, Honda Verno e la Vigor.
Modernizzando l'interno e l'esterno, la Accord di seconda generazione era meccanicamente molto simile all'originale, utilizzando lo stesso motore EK-1 CVCC da 1.751 cc nel mercato giapponese. I veicoli con cambio manuale e carburatore CVCC hanno guadagnato 13,6 km/l in base ai test sulle emissioni del governo giapponese utilizzando 10 diverse modalità di standard di scenario e 110 CV, e 23 km/L con velocità costantemente mantenute a 60 km/h. 
Le auto del mercato europeo hanno ricevuto il motore EL1 da 1,6 litri testato con 80 CV a 5000 giri/min.

## 3ª generazione (1986-1989)
Questa generazione della Accord, era basata su una berlina nipponica, ha il motore, il design, gli allestimenti e la configurazione delle sospensioni realizzate negli USA.
Il propulsore è un SOHC 12 valvole a 4 cilindri in linea da 2.0L. L'iniezione PGM-FI Honda permette di erogare 120 CV di potenza con 165,6 Nm di coppia massima. Le sospensioni sono a doppio triangolo. Il corpo vettura è a 3 volumi con linee armoniose. Implementa una minigonna dinamica sotto il paraurti anteriore e una terza luce al LED nello spoiler posteriore, in stile americano.
Sempre in stile americano sono i colori dei sedili in pelle e l'impianto audio BOSE.

## 4ª generazione (1989–1993)
La quarta generazione di Accord, introdotta sul telaio "CB", è stata presentata nel 1989 per l'anno modello 1990. Sebbene molto più grande del suo predecessore, lo stile della berlina era evolutivo, caratterizzato dallo stesso design basso e lunotto avvolgente dell'Accord di terza generazione. Per la prima volta, una berlina a 3 porte non era più disponibile a livello internazionale.
Per questo Accord di quarta generazione, Honda ha apportato significativi miglioramenti al design ingegneristico. Tutti gli Accord venduti in Nord America erano dotati di un motore completamente nuovo, completamente in alluminio, da 2,2 litri a iniezione elettronica di carburante, che sostituisce il precedente modello da 2,0 litri a 12 valvole della generazione precedente. Degno di nota anche, tutti gli Accord dotati di trasmissioni automatiche utilizzavano un supporto motore posteriore a controllo elettronico per ridurre il rumore e le vibrazioni a bassa frequenza. Il supporto conteneva due camere piene di fluido separate da una valvola controllata da computer. A bassi regimi del motore, il fluido viene convogliato attraverso la valvola che smorza le vibrazioni. Al di sopra di 850 giri/min, il fluido viene convogliato attorno alla valvola rendendo il supporto del motore più rigido.
Negli Stati Uniti, le designazioni LX-i e SE-i sono state abbandonate, sostituite con i livelli di allestimento DX, LX ed EX. I livelli di allestimento Canadian Accord variavano leggermente rispetto ai modelli statunitensi con LX, EX ed EX-R corrispondenti all'incirca rispettivamente all'americano DX, LX ed EX.

## 5ª generazione (1993–1998)

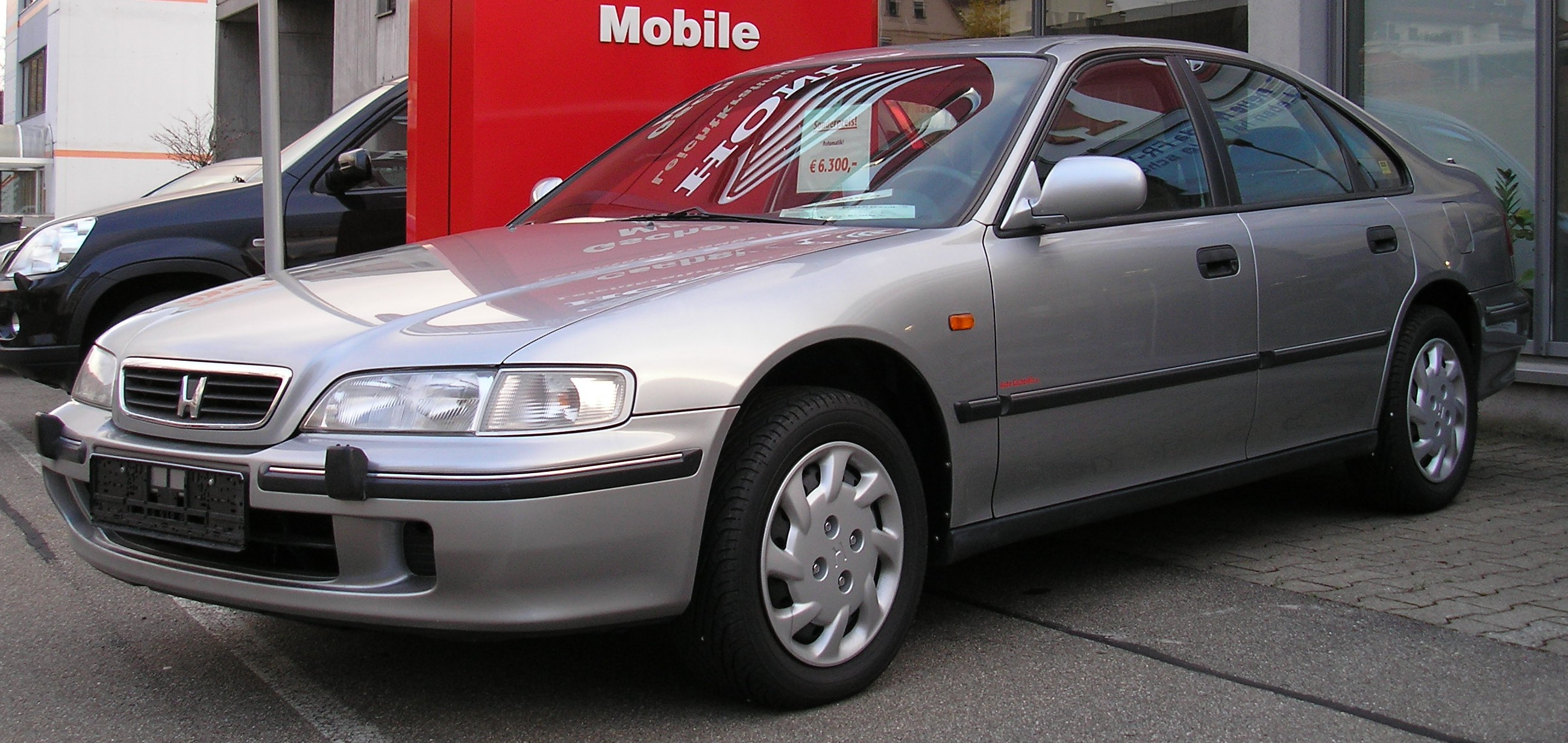
Restyling 1995

La quinta generazione di North American Accord è stata lanciata il 9 settembre 1993. Più grande del suo predecessore, principalmente per soddisfare meglio le esigenze del mercato nordamericano, il nuovo modello è cresciuto in larghezza ma si è ridotto in lunghezza, lasciandolo classificato come un'auto di medie dimensioni in Nord America.
I motori offerti con l'Accordo superavano anche il limite massimo di 2000 cc per rimanere nella favorevole fascia fiscale "compatta". L'installazione di un motore da 2,0 litri nei modelli giapponesi ha reso gli acquirenti soggetti a una tassa stradale più annuale rispetto al motore più piccolo da 1,8 litri, che ha influito sulle vendite.
La Honda del Giappone ha commercializzato quattro motori di dimensioni diverse nella berlina Accord con specifiche giapponesi: 1.8, 2.0, 2.2 VTEC e 2.2 DOHC VTEC. I modelli Accord con specifiche giapponesi sono stati commercializzati come i seguenti: EF, EX, 2.0EX, 2.0EXL, 2.2VTE, 2.2VTL, 2.2VTS e SiR. Tutte le versioni Accord sono state vendute presso le sedi Honda Clio in Giappone.

## 6ª generazione (1998–2003)
L'Accord di sesta serie aveva debuttato nel settembre del 1997. Dato che la generazione precedente era troppo grande per l'omologazione in Giappone, viene impiegato un pianale flessibile per sdoppiare la produzione, con un corpo vettura più grande per gli USA e uno più piccolo per il mercato interno.
Le prime motorizzazioni prodotte vanno da 1.8L a 2.3L, per un totale di otto tipologie di propulsori. Il cambio, che nelle generazioni precedenti era solo automatico eccetto per la versione SiR, ora è disponibile anche manuale; la trasmissione è predisposta sia per la trazione anteriore che per l'integrale.
Inizialmente il modello più potente disponibile era la SiR-T a cambio manuale, equipaggiata con un 2.0L DOHC VTEC 4 cilindri in linea da 200 CV. A questa versione viene affiancata il modello familiare nel 1999, dotato di un motore 2.3L. Ma nel 2000 viene raggiunto l'apice della serie con il modello Euro R, dotato di un propulsore 4 cilindri in linea DOHC VTEC da 2.2L che eroga 220 CV abbinato ad un cambio manuale a 5 rapporti.

## 7ª generazione (2002–2007)
La settima generazione della Accord è stata lanciata nel 2002 (come modello anno 2003 in Nord America), ed è costituita da due modelli distinti, uno per l'Europa/Giappone e l'altro per il Nord America.
Le versioni europee e giapponesi sono costruite sul telaio della precedente generazione, ma hanno una nuova carrozzeria. Le versioni berlina, per il mercato europeo, non sono più costruite a Swindon, sono realizzate in Giappone come già avveniva per la versione familiare.
Pur mantenendo il vecchio telaio e il passo è cresciuta in dimensioni.
Alla fine del 2005, la carrozzeria è stata ritoccata leggermente, in particolare al livello della calandra con l'integrazione al centro di una barra.
In Giappone, a differenza dell'Europa, non è commercializzata con la motorizzazione diesel, oltre alle due motorizzazioni a benzina presenti in Europa di 2,0 litri e di 2,4 litri, esiste anche la versione sportiva "Euro-R" equipaggiata dal 2,0 litri con 220 CV di potenza massima. È inoltre disponibile anche la trasmissione integrale.
La Accord europea/giapponese viene esportata nel Nord America con il marchio Acura e il nome TSX.
La versione nord americana è commercializzata con il motore 4 cilindri di 2,4 litri delle versioni europee/giapponesi e con un motore a 6 cilindri di 3 litri (questa versione è disponibile anche in versione ibrida); questa versione viene commercializzata Giappone con il nome Inspire.

## 8ª generazione (2008-2012)
Anche l'ottava generazione della Honda Accord, presentata nel 2008, si compone di due modelli diversi a seconda del mercato di commercializzazione. Infatti in Europa ed Africa è presente unicamente un modello (più piccolo), mentre in Giappone, Cina, America e Oceania il modello "europeo" viene commercializzato o con altri marchi (Acura TSX in USA e Canada) o con nomi diversi (Spirior in Cina e Accord Euro in Australia), mentre in Giappone il modello chiamato Accord è simile a quello venduto nel Vecchio Continente, ed il modello "americano" è commercializzato con il nome di Inspire. In altri Paesi, come ed esempio India e Thailandia, la Accord "europea" non viene commercializzata.
Rispetto alla precedente, la nuova versione risulta più grande, confortevole e sicura. L'auto è dotata infatti anche di alcuni innovativi sistemi di sicurezza tra i quali vi sono un radar che permette di mantenere la giusta distanza dal veicolo che segue e da quello che precede (ACC Adaptive Cruise Control), un assistente alla frenata d'emergenza (CMBS Collision Mitigation Braking System) e un dispositivo che aiuta il guidatore a mantenere la vettura in corsia (sterzando leggermente e emettendo un segnale acustico) (LKAS Lane Keeping Assist System).
I motori disponibili, già conformi alla normativa Euro 5 sono due benzina (un 2.0 da 156 Cv e un 2.4 da 201 CV) e un 2.2 diesel da 150 CV.
Negli Stati Uniti, la vettura viene commercializzata come Acura CL. Essa è dotata di un propulsore sul V6 da 3.2L della NSX, con l'aggiunta di una testata SOHC. La versione Type-S di questa vettura propone un rapporto di compressione migliorato ed eroga 264 CV con una coppia massima di 314,5 Nm. Il cambio è automatico robotizzato a 5 rapporti con modalità sequenziale. Le sospensioni sono a doppio triangolo su tutte le ruote e vi sono implementate funzioni di sicurezza come l'ABS, il controllo di trazione e il VSA.

### Motorizzazioni
| Modello        | Disponibilità | Motore  | Cilindrata (cm³) | Potenza         | Coppia Massima (Nm) | Emissioni CO2 (g/Km) | 0–100 km/h (secondi) | Velocità max (Km/h) | Consumo medio (Km/l) |
| 2.0            | dal 2008      | Benzina | 1997             | 115 Kw (156 CV) | 192                 | 170                  | 9.3                  | 215                 | 13.9                 |
| 2.4 aut.       | dal 2008      | Benzina | 2354             | 148 Kw (201 CV) | 234                 | 204                  | 9.5                  | 227                 | 11.2                 |
| 2.2 i-DTEC DPF | dal 2008      | Diesel  | 2199             | 110 Kw (150 CV) | 350                 | 148                  | 9.6                  | 212                 | 17.0                 |

## 9ª generazione (2012-2017)
Honda ha svelato l'Accord Coupe Concept al North American International Auto Show del 2012 a Detroit. Nell'agosto 2012, la società ha rilasciato i dettagli iniziali relativi alla berlina Accord del 2013 e le versioni di produzione sia della berlina che della coupé sono state completamente svelate all'inizio di settembre 2012.
L'Accord 2013 è stata lanciata sui mercati il 5 settembre 2012, la berlina ha fatto la sua apparizione nei concessionari il 19 settembre 2012 negli Stati Uniti e la coupé il 15 ottobre 2012. Le date di uscita in Canada per i modelli berlina e coupé sono il 24 settembre 2012 e il 1 novembre 2012. Nel febbraio 2013, l'Accord ha fatto il suo ingresso nel mercato russo.
Tutte le Accord sono dotate di schermo LCD standard da 8 pollici con risoluzione WQVGA da 480x320 pixel, telecamera di backup ad angolo singolo, sistema i-MID di Honda che include chiamate in vivavoce Bluetooth con SMS e streaming audio, connettore USB, climatizzatore automatico bizona e cerchi in lega. Il sistema di navigazione aggiunge un touchscreen da 6 pollici e lo schermo da 8 pollici utilizza un display WVGA con risoluzione 800x480 pixel superiore.
In Australia, la nona generazione della Accord è stata messa in vendita nel giugno 2013. È disponibile con un motore a quattro cilindri da 2,4 L (129 kW; 173 CV) o con un motore V6 da 3,5 L (206 kW; 276 CV).
In Cina, la nona generazione della Accord è stata messa in vendita nel settembre 2013, come modello datato 2014. È disponibile una scelta di motori a 4 cilindri da 2,0 litri o 2,4 litri o il nuovo motore V6 da 3,0 litri esclusivo per il mercato cinese. Il V6 eroga (192 kW; 257 CV) e 297 Nm di coppia.
Questa è l'ultima versione ad essere stata importata in Europa.

### Accord Hybrid
L'Accord Hybrid è stata introdotta nel giugno 2013 per il mercato giapponese. Negli Stati Uniti, invece nell'ottobre 2013 per il modello dell'anno 2014. Presentava un motore a ciclo Atkinson da 2,0 litri I4 abbinato a un sistema ibrido che svolge la funzione di una trasmissione tradizionale, chiamata Electric Continuously Variable Transmission (E-CVT) di Honda. Il sistema ibrido era un sistema a doppio motore combinato con un pacco batteria agli ioni di litio da 1,3 kWh. Uno dei principali vantaggi dell'Accordo rispetto al modello a benzina standard era il suo elevato risparmio di carburante, raggiungendo 50 MPG in città, 45 MPG in autostrada e 47 MPG combinati. L'Accord Hybrid  produceva 196 CV totali e ha avuto un tempo da 0-60 secondi in 7,2 secondi.

### Accord Plug-in
La versione della produzione per l'Ibrido Plug-in dell'Accord 2014 è stata presentata al Los Angeles Auto Show nel 2012. La piattaforma plug-in ha il sistema ibrido a due motori di nuova generazione di Honda, che si muove continuamente attraverso tre diverse modalità per massimizzare l'efficienza di guida: completamente elettrico, benzina-elettrico e una modalità di trasmissione diretta del motore. L'ibrido plug-in utilizza anche la frenata rigenerativa per ricaricare la batteria. In modalità completamente elettrica, il veicolo utilizza una batteria agli ioni di litio da 7 kWh e un motore elettrico da 120 kW. La modalità completamente elettrica raggiunge un'autonomia di circa da 16 a 24 km nella guida in città e una velocità massima di 100 km/h.

## 10ª generazione (2017-2022)

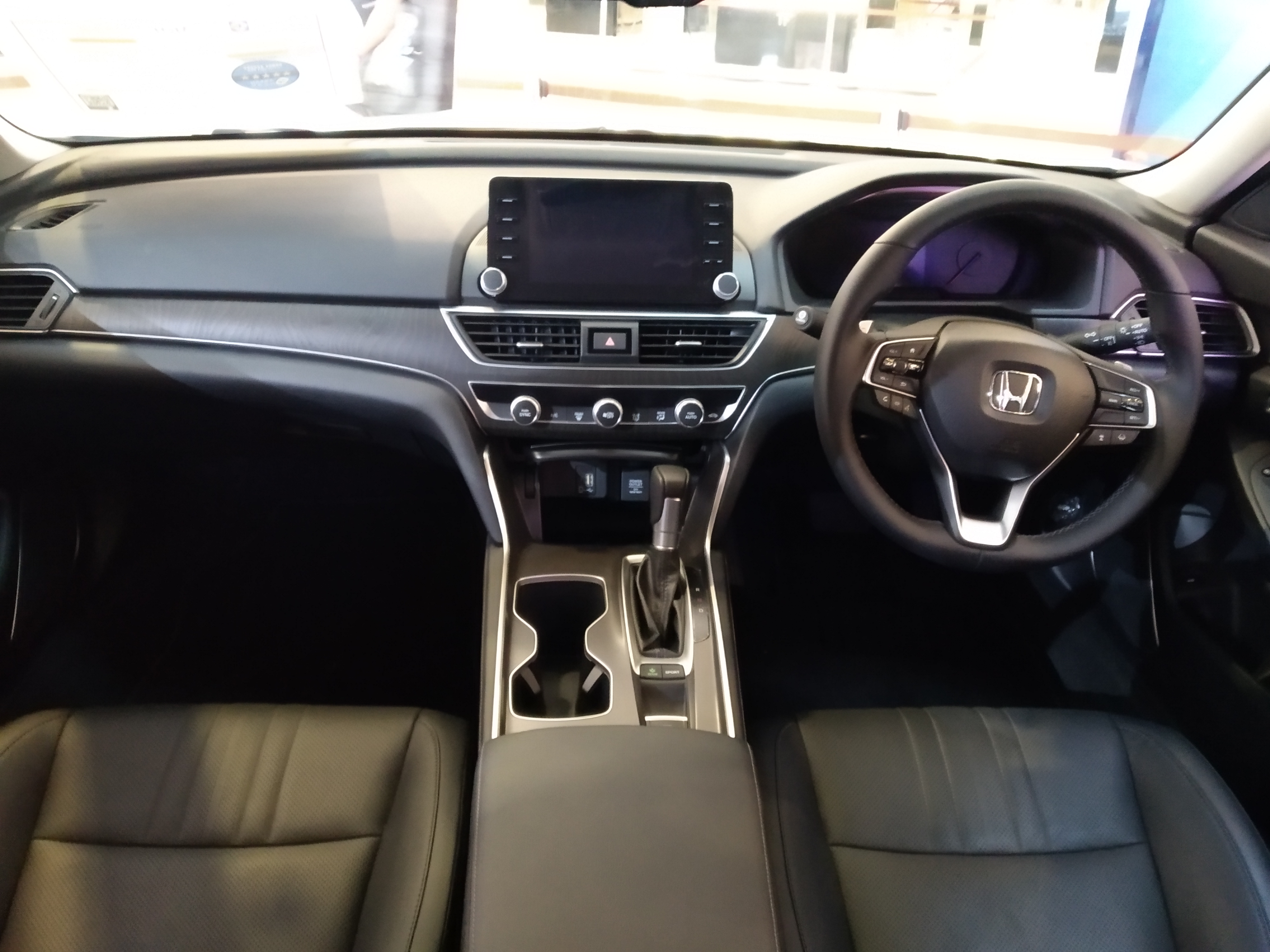
Interni Accord (10 gen.)

L'Accord di decima generazione è stata presentato il 14 luglio 2017. La produzione è iniziata il 18 settembre 2017, mentre le vendite sono iniziate il 18 ottobre 2017 dapprima negli Stati Uniti. Questa serie è disponibile esclusivamente con carrozzeria berlina a quattro porte; la variante coupé a causa delle scarse vendite, non è stata più prodotta.

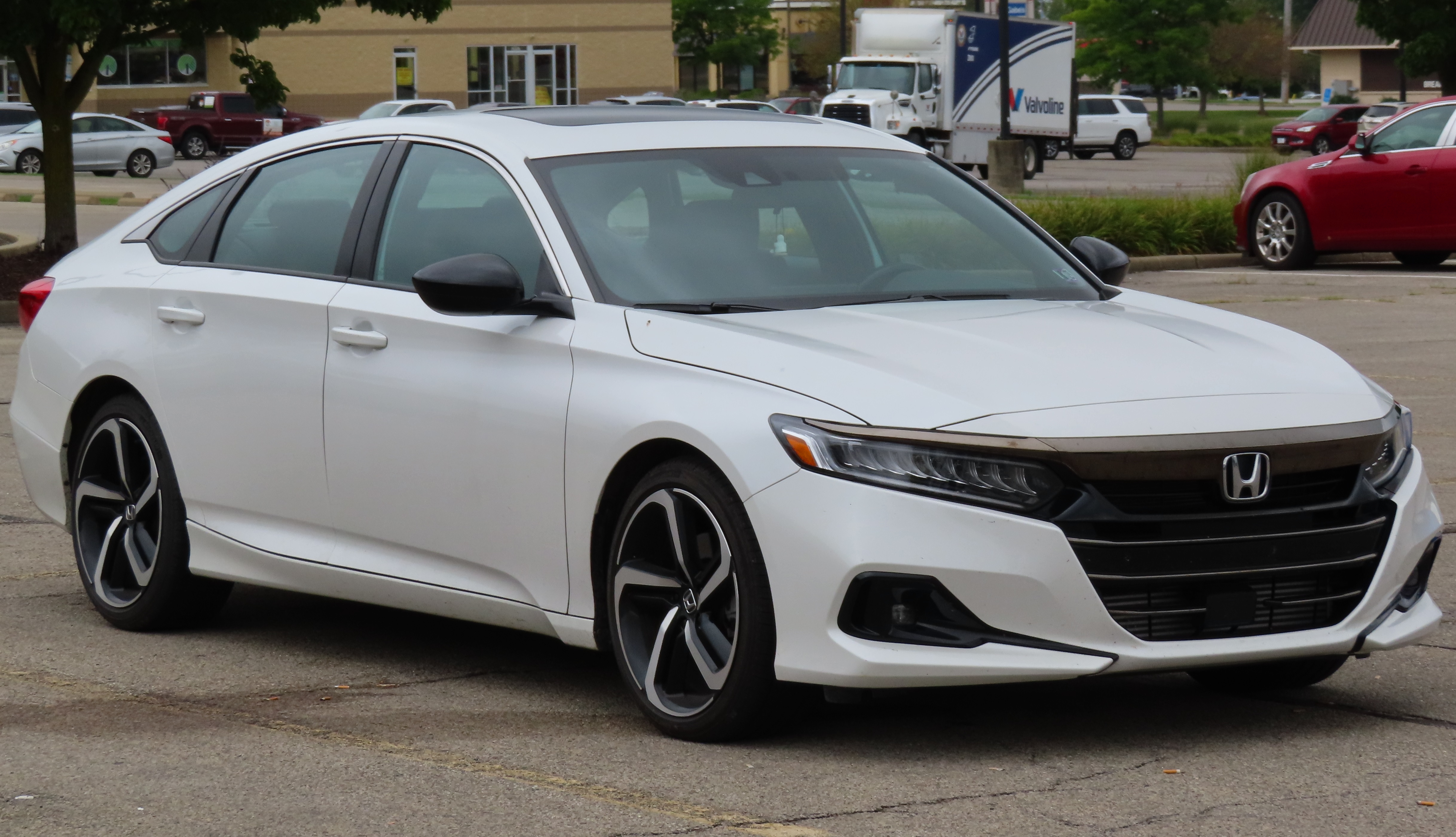
Restyling Accord 2021

Al lancio il motore base è un quattro cilindri turbo VTEC da 1,5 litri che produce 143 kW (192 CV) e 260 Nm di coppia accoppiato a un manuale a 6 marce o un automatico a variazione continua. Successivamente dicembre 2017 è arrivato il motore turbo a quattro cilindri VTEC da 2,0 litri, che ha sostituito il precedente motore V6, derivato dal motore della Honda Civic Type R, ma con un turbocompressore più piccolo, pistoni e alberi a camme semplificati e con l'aggiunta di una coppia di alberi contralberi di bilanciamento;  il propulsore, che produce 188 kW (252 CV) e 370 Nm di coppia, è accoppiato a un cambio manuale a 6 marce o automatico a 10 marce.

### Restyling 2021
Nel 2020 l'Accord ha ricevuto un piccolo restyling, comprensivo di una griglia anteriore rivista, nuovi design dei cerchi in lega e nuovo fanali a LED. L'opzione del cambio manuale è stata tolta dal listino a causa delle scarse vendite.

## 11ª generazione (2022-)

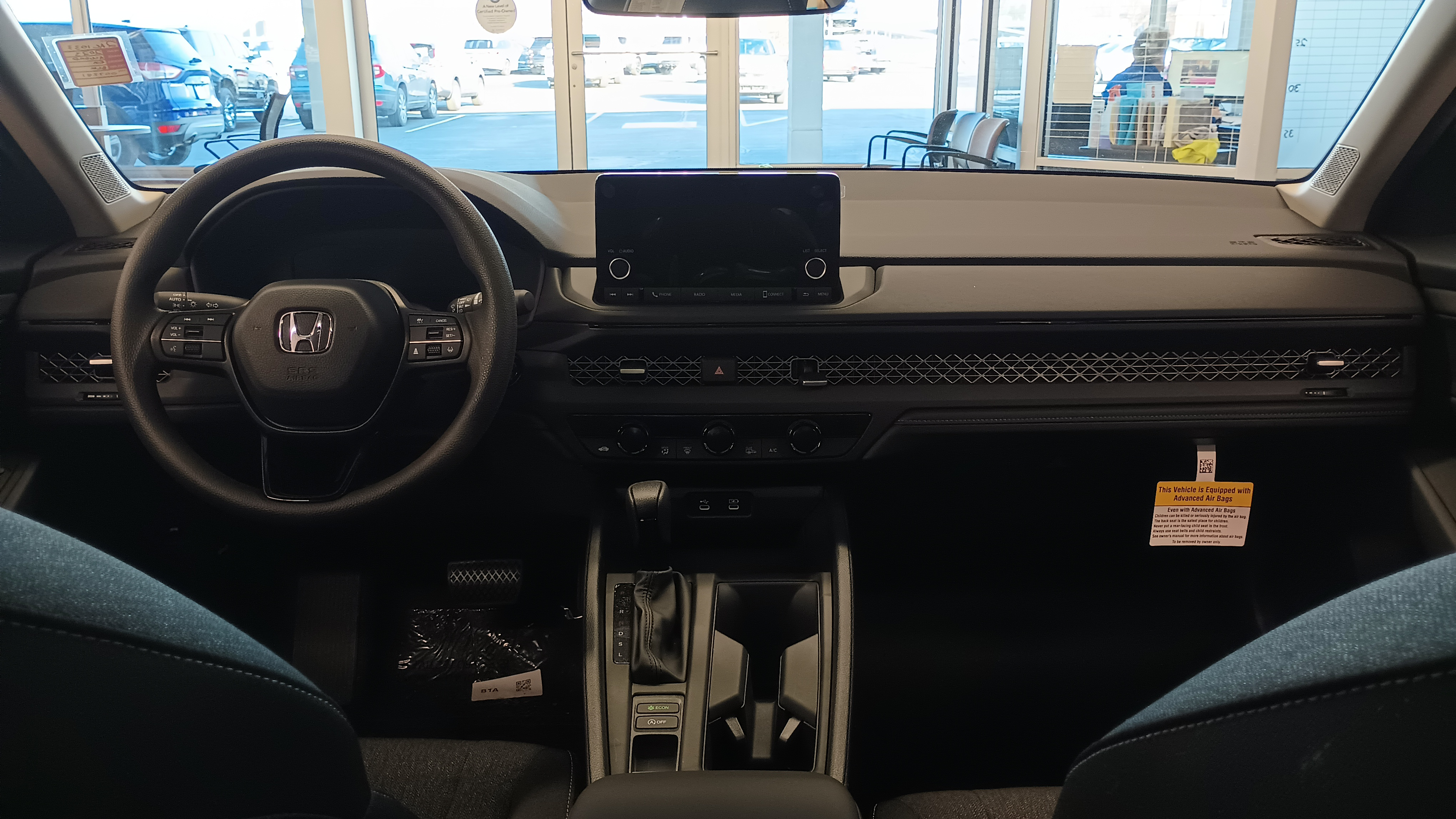
Interni Accord (11 gen.)

L'undicesima generazione della Honda Accord ha esordito il 10 novembre 2022, per poi essere venduta a partire da inizio 2023.
All'esterno l'Accord risulta essere più lunga rispetto al modello precedente: questo aspetto è dovuto al fatto che la vettura debba accogliere il nuovo sistema di propulsione ibrido. Il passo e l'altezza sono rimasti invariati, sebbene l'auto sia 2 mm più larga rispetto alla vecchia serie.
Per quanto riguarda i propulsori, c'è lo stesso motore a benzina turbocompresso a quattro cilindri da 1,5 litri della generazione precedente, ma con alcuni aggiornamenti tecnici tra cui una miglioramento del sistema alzata variabile delle valvole VTEC, del sistema di iniezione diretta, un nuovo catalizzatore, un albero motore più rinforzato e la coppa dell'olio rivista per ridurre il rumore del motore. La potenza è di 192 CV (143 kW) con
260 Nm di coppia.